# إنج بوستيكوغلو
أنغيلوس «أنغه» بوستيكوغلو (باليونانية: Άγγελος Ποστέκογλου؛ بالإنجليزية: Ange Postecoglou؛ مواليد 27 أغسطس 1965) لاعب كرة قدم سابق أسترالي يوناني المولد ويشغل حالياً منصب المدير الفني لنادي توتنهام هوتسبير الناشط في الدوري الإنجليزي الممتاز.

## روابط خارجية
- إنج بوستيكوغلو على موقع الاتحاد الدولي (مؤرشف)  (الإنجليزية)
- إنج بوستيكوغلو على موقع قاعدة بيانات كرة القدم.إي يو (الإنجليزية)
- إنج بوستيكوغلو على موقع ناشيونال فوتبول تيمز (الإنجليزية)
- إنج بوستيكوغلو على موقع Soccerway.com (الإنجليزية)
- إنج بوستيكوغلو على موقع عالم كرة القدم.نت (الإنجليزية)